# Zisterzienserinnenabtei Beauvoir
Die Zisterzienserinnenabtei Beauvoir war von 1234 bis 1791 ein Kloster der Zisterzienserinnen in Marmagne, Département Cher, in Frankreich.

## Geschichte
Robert von Courtenay stiftete zusammen mit seiner Gattin 1234 am Ufer der Yèvre (später auch des Canal de Berry) das Kloster Notre-Dame de Beauvoir, das 1791 durch die Französische Revolution geschlossen wurde. Es sind keine Reste vorhanden. Zwischen Mehun-sur-Yèvre und Marmagne erinnern nur noch der Flurname Beauvoir und die Straßennamen Virage de Beauvoir, Moulin de Beauvoir und Chemin du Camp de Beauvoir an das einstige Kloster.